# West Runton
West Runton est un village du comté de Norfolk en Angleterre. Il se trouve à environ 4 kilomètres à l'est de Sheringham, et à proximité des côtes. Il y a 1633 habitants selon le recensement de 2001.